# Section de Novi Sad de l'Académie serbe des sciences et des arts
La section de Novi Sad de l'Académie serbe des sciences et des arts (en serbe cyrillique : Огранак Српске академије наука и уметности у Новом Саду ; en serbe latin : Ogranak Srpske akademije nauka i umetnosti u Novom Sadu) est une institution scientifique et culturelle située à Novi Sad, la capitale de la province autonome de Voïvodine, en Serbie. Elle a été créée en 1992. En 2016, elle est présidée par le mathématicien Stevan Pilipović.
La section est installée dans le Platoneum, un bâtiment construit vers 1770 et inscrit sur la liste des monuments culturels protégés de la république de Serbie (identifiant no SK 1075).

## Historique
Avant et après la fusion les présidents de la section de Novi Sad ont été ou sont les suivants :
- Bogoljub Stanković (1979-1984)
- Slavko Borojević (1984-1988)
- Aleksandar Fira (1988-1990)
- Miroslav Radovanović (1990-1992)
- Berislav Berić (1993-1994)
- Čedomir Popov (1994-2002)
- Zoran L. Kovačević (2002-2015)
- Stevan Pilipović (depuis 2015)

## Membres (octobre 2016)

### Département de mathématiques, de physique et de géosciences
- Olga Hadžić (née en 1946), mathématiques
- Vojislav Marić (né en 1930), analyse
- Stevan Pilipović (né en 1950), mathématiques, président de la section
- Miljko Satarić (né en 1948), physique et biophysique
- Bogoljub Stanković (né en 1924), analyse mathématique
- Slobodan Marković (né en 1970), membre correspondant, géographie

### Département de chimie et de biologie
- Dušan Čamprag (né en 1925), entomologie agricole, phyto-médecine
- Dragan Škorić (né en 1937), génie agricole et génétique
- Velimir Popsavin (né en 1951), membre correspondant, chimie

### Département de sciences techniques
- Teodor Atanacković (né en 1945), secrétaire de la section, mécanique des milieux continus, mémoire de forme
- Đorđe Đukić (né en 1943), génie mécanique
- Dušan Milović (né en 1925), génie civil
- Dragutin Zelenović (né en 1928), membre correspondant, mécanique (systèmes de production)

### Département de sciences médicales
- Zoran L. Kovačević (né en 1935), biochimie médicale, bioénergétique cellulaire, métabolisme
- Ninoslav Radovanović (né en 1940), chirurgie cardiaque

### Département de langue et de littérature
- Jasmina Grković-Major (née en 1959), slavistique
- Milorad Radovanović (né en 1947), linguistique, sociolinguistique, vice-président de la section
- Miro Vuksanović (né en 1944), écrivain

### Département de sciences sociales
- Tibor Várady (né en 1939), juriste

### Département d'histoire
Aucun nom

### Département des beaux-arts et de la musique
- Milan Marić (né en 1940), membre correspondant, architecte